# Трубка Перкинса
Трубка Перкинса (сифонная трубка) предназначена для охлаждения измеряемой среды в точке контактирования манометра и промышленной системы, а также для присоединения прибора к трубопроводу.
Данное устройство предназначено для защиты манометра от температуры теплоносителя в трубопроводе. Трубка способствует резкому понижению температуры в точке контакта с измеряемой средой. Существует 2 варианта исполнения данного изделия: трубка с прямым положением отводов и с угловым вариантом расположения входов в устройство. Условие защиты манометра достигается за счет конденсации пара в пространстве сифонной трубки. Наличие воды в трубке сохраняет манометр от чрезмерных импульсов в системе. Положение сифонной трубки в пространстве обусловлено удобством забора жидкости из пространства прибора. Охлаждающая жидкость в трубке заполняется, перед запуском системы в эксплуатацию. Изогнутая труба используется для установки в системах отопления, водоснабжения и перед напорным баллоном. Кроме этого импульсные трубки можно использовать для усиления контроля над работой котельного оборудования. Благодаря использованию данного прибора предотвращается преждевременная поломка манометра вследствие перегрева деталей устройства измерения давления. Наличие импульсной защиты манометра позволяет измерять давления в любых условиях, даже в момент сильных перегрузок в сети. Низкая стоимость устройства позволяет произвести установку перед каждым манометром в системе для обеспечения безопасной и корректной эксплуатации коммуникаций.
При проведении монтажных работ по установке данного прибора следует учитывать уклон по отношению к манометру. Для правильной работы данного устройства, импульсную трубку следует устанавливать с небольшим наклоном в сторону прибора измерения давления в системе.
```
В необходимых случаях манометр в зависимости от условий работы и свойств среды, находящейся в сосуде, должен быть снабжен или сифонной трубкой, или масляным буфером, или другими устройствами, предохраняющими его от непосредственного воздействия среды и температуры и обеспечивающими его надежную работу.
```